# 칼시퀘스트린
칼시퀘스트린은 근소포체 내에서 칼슘 완충제(calcium buffer) 역할을 하는 칼슘 결합 단백질이다. 근소포체의 칼슘 농도가 세포기질보다 훨씬 높아서 칼슘이 근소포체에서 세포기질로 확산되어야 하나, 칼시퀘스트린이 칼슘에 결합하여 근수축 후 근소포체의 수조에 칼슘을 유지하는 데 도움을 준다. 또한 근소포체가 많은 양의 칼슘 이온을 저장하는 데에도 도움이 된다. 칼시퀘스트린의 각 분자는 18~50개의 Ca2+ 이온과 결합할 수 있다. 염기서열 분석에 따르면, 칼슘은 EF-hand를 통해 별개의 포켓(단백질 표면의 움푹 파인 영역)에 결합하는 것이 아니라 하전된 단백질 표면을 통해 결합하는 것으로 나타났다. 칼시퀘스트린에는 두 가지 형태가 존재한다.
칼시퀘스트린에 결합된 칼슘이 방출(칼슘 통로를 통해서)되면 근수축을 유발한다. 활성 단백질은 고도로 구조화되어 있지 않아, 그 중 50% 이상이 무작위 코일 구조를 채택하고 있다. 칼슘이 칼시퀘스트린에 결합하면 단백질의 알파-나선 함량이 3%에서 11%로 증가함으로써 구조적 변화가 일어난다. 칼시퀘스트린의 두 가지 형태 모두 카제인 키네이스 2에 의해 인산화되지만 심장에 존재하는 칼시퀘스트린이 더 빠르게, 더 많이 인산화된다.

## 참고 사항
- Catecholaminergic polymorphic ventricular tachycardia

## 추가 자료
- Wang S, Trumble WR, Liao H, Wesson CR, Dunker AK, Kang CH (1998). “Crystal structure of calsequestrin from rabbit skeletal muscle sarcoplasmic reticulum”. 《Nat. Struct. Biol.》 5 (6): 476–83. doi:10.1038/nsb0698-476. PMID 9628486. S2CID 7967757.